# المركز الوطني للدراسات الفضائية (فرنسا)

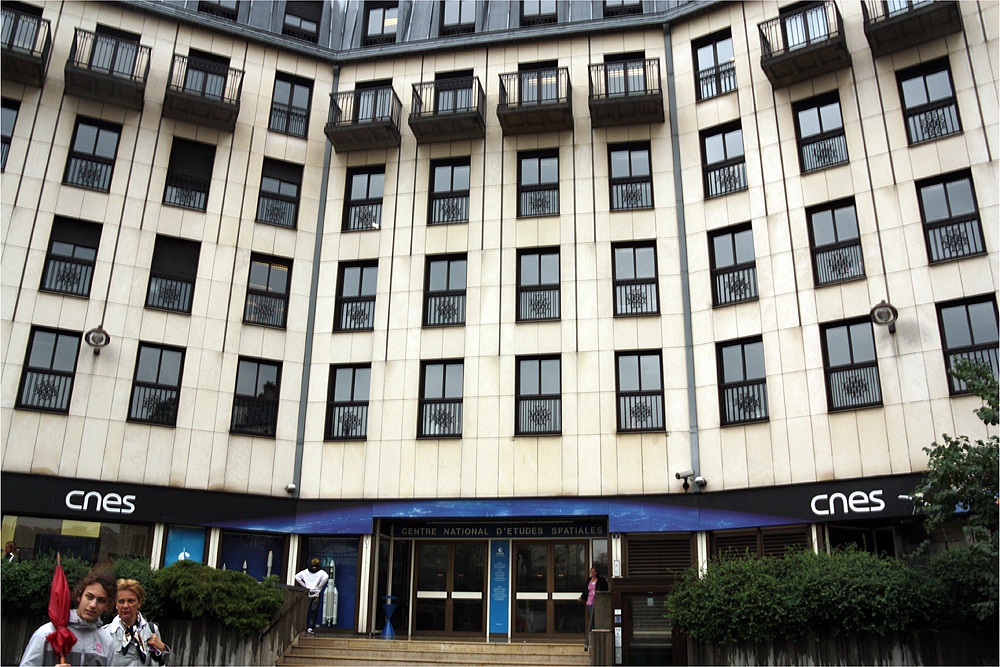
مقر المركز الوطني للأبحاث الفضائية في ساحة موريس كوينتين في باريس.

المركز الوطني للأبحاث الفضائية، ويعرف اختصارا ب CNES، هي وكالة فضاء حكومية فرنسية. يقع مقرها الرئيسي بوسط باريس، وهي تحت إشراف وزارة الدفاع الفرنسية والأبحاث.
شُغِّل هذا المركز من طرف مركز تولوز للفضاء ومركز جويانا للفضاء، وأيضا من دول أخرى. رئيس المركز الوطني للأبحاث الفضائية هو جون إفيس لو غال. المركز الوطني للأبحاث الفضائية هو عضو في معهد الفضاء، تطبيقاته وتكنولوجياته. يحتل المركز الوطني للأبحاث الفضائية المرتبة الثانية وطنيا من حيث الميزانية بما يبلغ 2,334 مليار يورو في 2017.

## تاريخ المركز
- أُنشئ المركز من طرف رئيس فرنسا شارل ديغول سنة 1961.
- أصبح المركز مسؤولا عن تدريب رواد الفضاء الفرنسيين، حيث يتم نقلهم بعد مدة التدريب إلى وكالة الفضاء الأوروبية سنة 2001.
- منذ يناير 2015، عمل المركز مع ألمانيا وحكومات أخرى حول بحث لاختبار نظام إطلاق قابل لإعادة الاستخدام بواسطة الميثان/الأكسجين السائل، حيث كان من المتوقع إطلاق الرحلة منتصف العام 2016 في حال نجاح الخطة.[9][10]

### ملخص لأهم الأحداث
- 1961: إنشاء المركز، مع إنشاء قاعدة لتجريب واطلاق الصواريخ إلى الفضاء في حماقير بالجزائر.
- 1962: إطلاق صاروخ ديامان.
- 1962: إطلاق صاروخ بيرينايس.
- 1963: أول وصول للفضاء بواسطة صاروخ فيرونيك.
- 1964: إطلاق أول قمر اصطناعي فرنسي مدار الأرض.[11]
- 1968: اكتمال مركز تولوز للفضاء.
- 1969: اكتمال مركز غويانا الفرنسية للفضاء.
- 1973: اكتمال مركز إيفري للفضاء.
- 2014: إطلاق القمر الاصطناعي إي كورص.

## البرامج

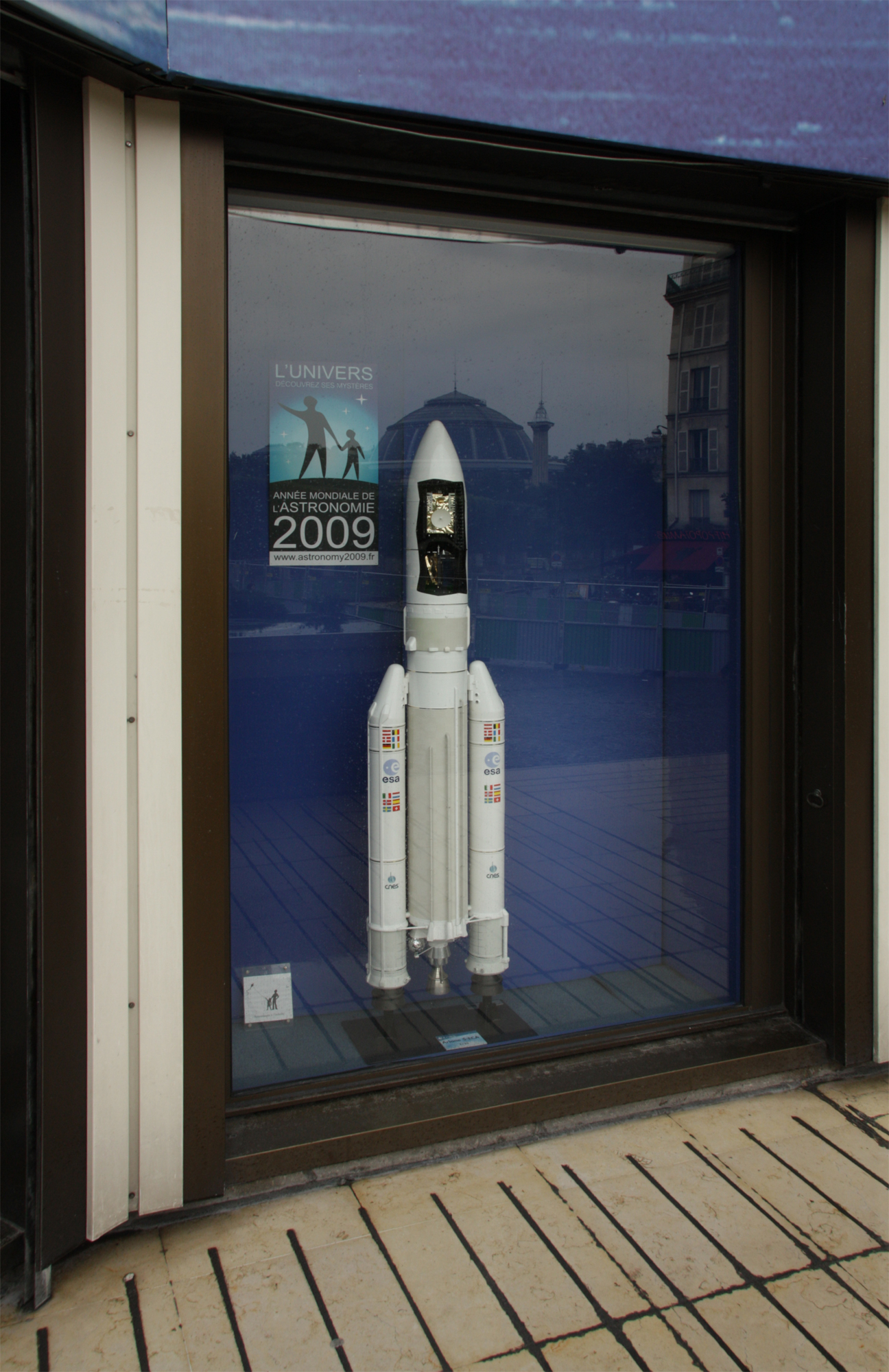
مجسم لصاروخ أريان 5 في باريس.

عمل المركز الوطني للأبحاث الفضائية على خمسة برامج:

### الوصول للفضاء
فرنسا هي ثالث قوة فضائية بعد الاتحاد السوفياتي والولايات المتحدة، حيث تعززت مكانتها في مجال الفضاء من خلال عدة إطلاقات كأريان 5 وصاروخ فيغا.

### خدماء الفضاء المدنية
مركز الأبحاث الفضائية هو جزء من نظام غاليلو للملاحة الخاصة بوكالة الفضاء الأوروبية.

### التنمية المستدامة
المركز من الشركاء الأوروبيين في البرنامج العالمي لرصد التغيرات المناخية والأمنية التابع للمفوضية الأوروبية من خلال تجنيد الأقمار الاصطناعية لمراقبة الحدود، الغلاف الجوي، المحيطات وكذا الأرض.

### الأبحات العلمية والتكنولوجية
تستقطب محطة الفضاء الدولية علماء فرنسيين لعمل أبحاث ودورات تكوين في مجال الفضاء والأقمار الاصطناعية.

### الأمن الداخلي
من خلال البرنامج العالمي لرصد التغيرات المناخية والأمنية تتشارك مختلف المراكز والمحطات الفضائية لتسخير الأقمار الاصطناعية لمراقبة الحدود من مختلف التهديدات الأمنية كتهريب البشر.

مركز أوساغويل في ضواحي تولوز.

## المحطات الأرضية للمركز
للمركز 5 محطات أرضية:
- كوروا في غويانا
- مركز أوساغويل في ضواحي تولوز.
- جزر كيرغولين، أراض فرنسية جنوبية وأنتارتيكية.
- خاوتينغ في جنوب أفريقيا
- كيرونا في السويد.